# Кваго
Кваго́ (хангыль:	과거, ханча 科擧) — экзамены, дающие право поступить на государственную службу в корейских государствах Позднее Силла, Корё и Чосон. Были введены под влиянием китайского экзамена кэцзюй, но в отличие от Китая, в Корее к экзамену на высшие должности допускались только люди дворянского происхождения (янбан и янин), а люди из низших сословий к экзаменам не допускались. Как и в Китае, экзамены-кваго могли сдавать только мужчины.
Проведение кваго повлияло на «путь развития политической структуры как симбиоз чиновничества и аристократии». Также это способствовало укреплению конфуцианства. «На основании результатов кваго чиновник мог рассчитывать на получение очередного ранга, а значит — на продвижение по службе. В связи с этим конфуцианство стало играть ещё более важную роль в системе образования феодальной Кореи».

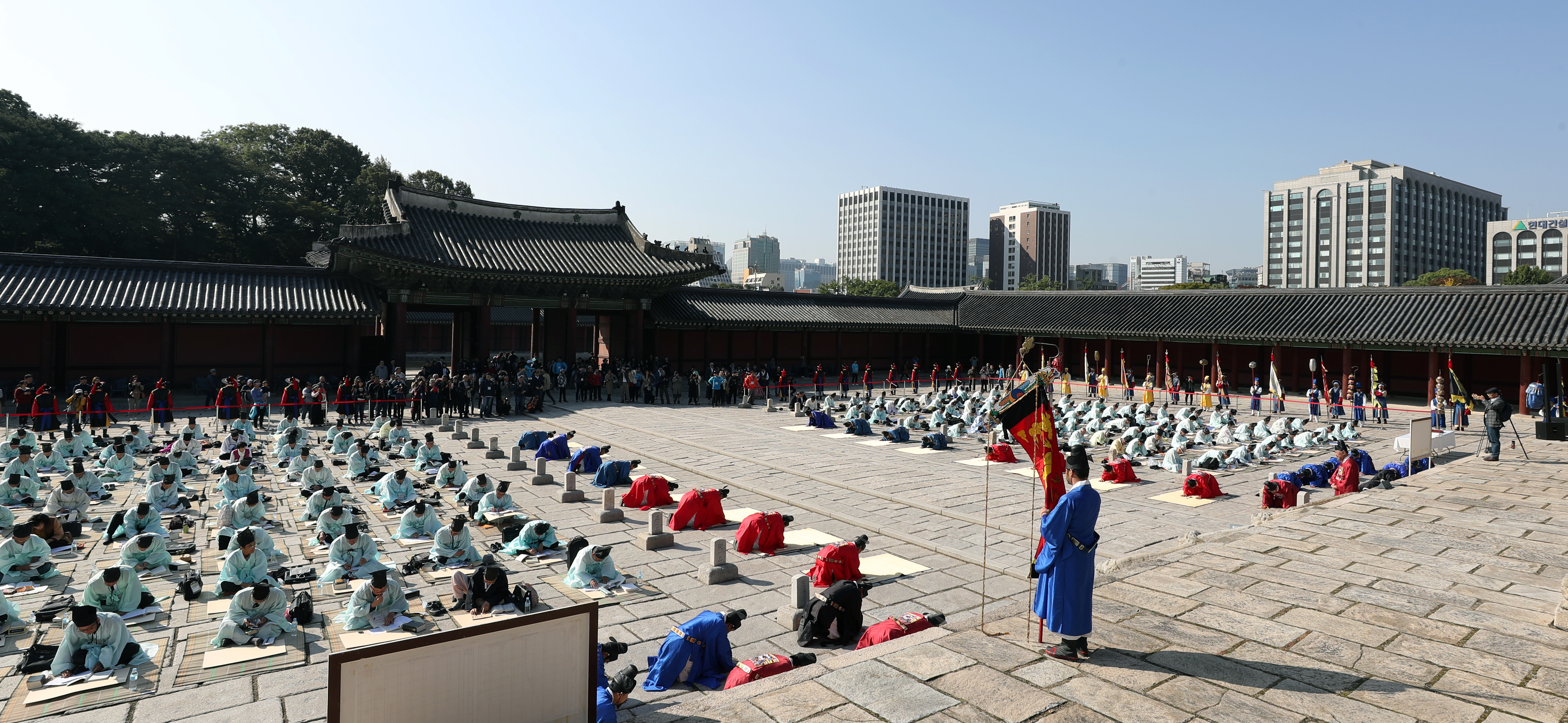
Современная реконструкция экзамена кваго, проводимая во дворце Чхандоккун, 2018 год

## Хронология
Большинство источников называет 958 год как начало проведения в Корее экзаменов-кваго, К. В. Асмолов называет 928 год.
Придя к власти и основав государство Чосон, Ли Сонге ужесточил систему государственных экзаменов на получение чиновничьей должности. Подготовкой и проведением экзамена в Чосоне занималась Палата ритуалов — Ечжо́ Когда чиновники сдавали государственные экзамены, в числе экзаменаторов не могли быть их родственники.
Отменены экзамены-кваго были только в конце XIX века, при премьер-министре Ким Хончипе (реформа Кабо).

## Регламент
Сдающие экзамен должны были продемонстрировать знание китайских классических произведений: пять основных сочинений (Ицзин, Шуцзин, Шицзин , Лицзи, Чуньцю) и три истории (Ши цзи , Ханьшу и Хоу Ханьшу). Для написания экзаменационных работ использовался классический китайский язык — вэньянь (в Корее он назывался «ханмун»).
Экзамены на получение должности проходили только в столице пять раз в году. Экзамены на получение учёных степеней: чинса и сэвон — проводились раз в три года, причём сначала
проводился предварительный экзамен чхоси́, по итогу которого отбирались кандидаты на экзамен хвэси.
Согва́ и тэгва́ — «малый» и «большой» экзамены, фактически первый был экзамен на степень, второй — на должность.
Обычно между сдачей согва и тэгва проходило несколько лет, иногда девять или более. Тонда́н — внеочередной экзамен, устраивавшийся по случаю того или иного торжественного события (восшествия на престол нового правителя и т. д.)
Успешно сдавшим экзамены на гражданские должности выдавались свидетельства на красной бумаге — хонпхэ.

## Чхвиджэ
Кроме госэкзаменов кваго, существовали различные экзамены чхвиджэ́ («отбор способных»). Такие экзамены давали право занимать низшие чиновные или технические должности (местные администраторы, мелкие чины дипломатической службы, переводчики, смотрители на переправе, библиотекари, писари и другие мелкие чиновники).